# نجم عملاق

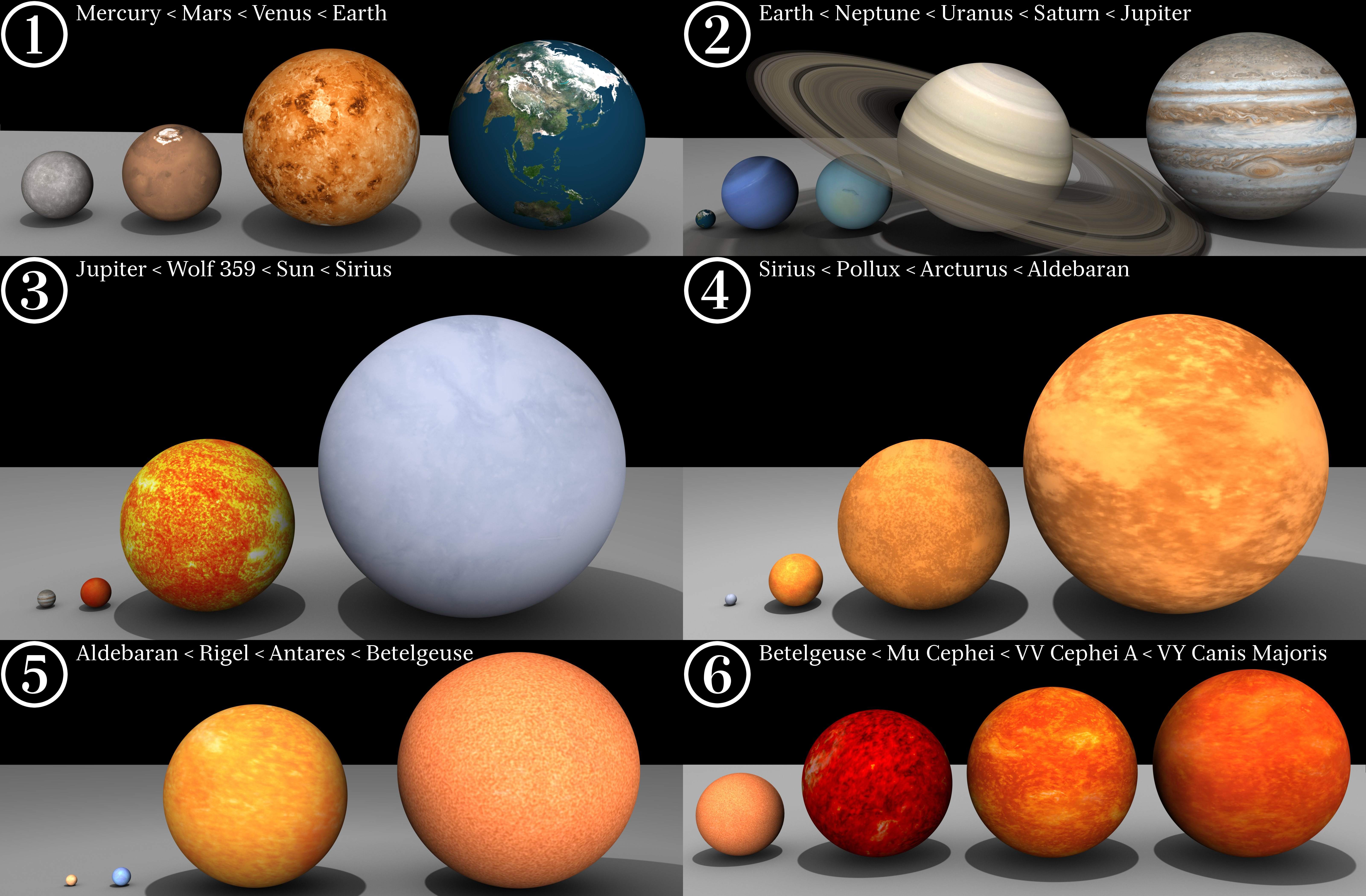
مقارنة بين أحجام بعض كواكب المجموعة الشمسية وبعض النجوم.
1. عطارد <المريخ <الزهرة <الأرض
2. الأرض <نبتون <أورانوس <زحل <المشتري
3. المشتري <وولف 359 <الشمس <الشعرى اليمانية
4. الشعرى اليمانية <رأس التوأم المؤخر <السماك الرامح <الدبران
5. الدبران <رجل الجبار <قلب العقرب <منكب الجوزاء
6. منكب الجوزاء <الراقص<VV قيفاوس A

النجوم العملاقة هي نجوم حجمها أكبر من حجم الشمس، وأصغر من النجوم التي تسمى النجوم فوق العملاقة مثل:
- قلب العقرب (نجم) 18 كتلة شمسية، و
- منكب الجوزاء 20 كتلة شمسية، و
- الراقص (الملتهب).

يبلغ نصف القطر النجوم العملاقة من 10- 100 مرة نصف قطر شمسي.
سطوعها شديد ودرجة حرارة سطحها بين 5000 و 35.000 كلفن ويؤثر عامل المساحة بشكل أساسي في شدة سطوعها فمساحة سطحها كبيراً جداً.
تصنف النجوم العملاقة كالآتي:

مقارنة بين حجمي الشمس (نقطة فوق على اليمين) والسماك الرامح (نجم برتقالي)، ونجم قلب العقرب وهو عملاق أحمر فائق، والدائرة المنقطة داخله تمثل مدار المريخ، وهذا النجم كبير لدرجة أنه لو كان مكان شمسنا لابتلع أرضنا والمريخ معا.

- عملاق صغير, نجوم ذات ضياء من الفئة IV. وتوجد في تصنيف هرتزشبرونج-راسل بين فرع العمالقة والنسق الأساسي،
- عملاق (عادي)  ضياؤه من فئة III. ويشكلون فرع العمالقة،
- عملاق لامع وهي ذات ضياء من فئة II. ويوجدون في تصنيف هرتزشبرونج-راسل فوق المالقة العاديين،
- عملاق عظيم ذو ضياء فئة I. وطبقا لما له من ضياء فائق فتوجد تلك الفئة في تصنيف هرتزشبرونج- راسل فوق العمالقة اللامعين،
- عملاق عظيم فائق ضياء هذه الفئة 0 .

في تصنيف الطيف للنجوم العملاقة المتأخرة يصل أقصى ضياء في نطاق الطيف الأحمر. ولذلك يسمى هؤلاء في تلك المرحلة من أعمارهم العمالقة الحمر وبالتالي عمالقة حمر فائقين. بالمثل تسمى العمالقة متوسطي العمر (تصنيف طيف متوسط) أو صغار العمر (تصنيف طيفي ناشيء)، تسمى عملاق أصفر أو عملاق أزرق.

## نماذج تكوينها

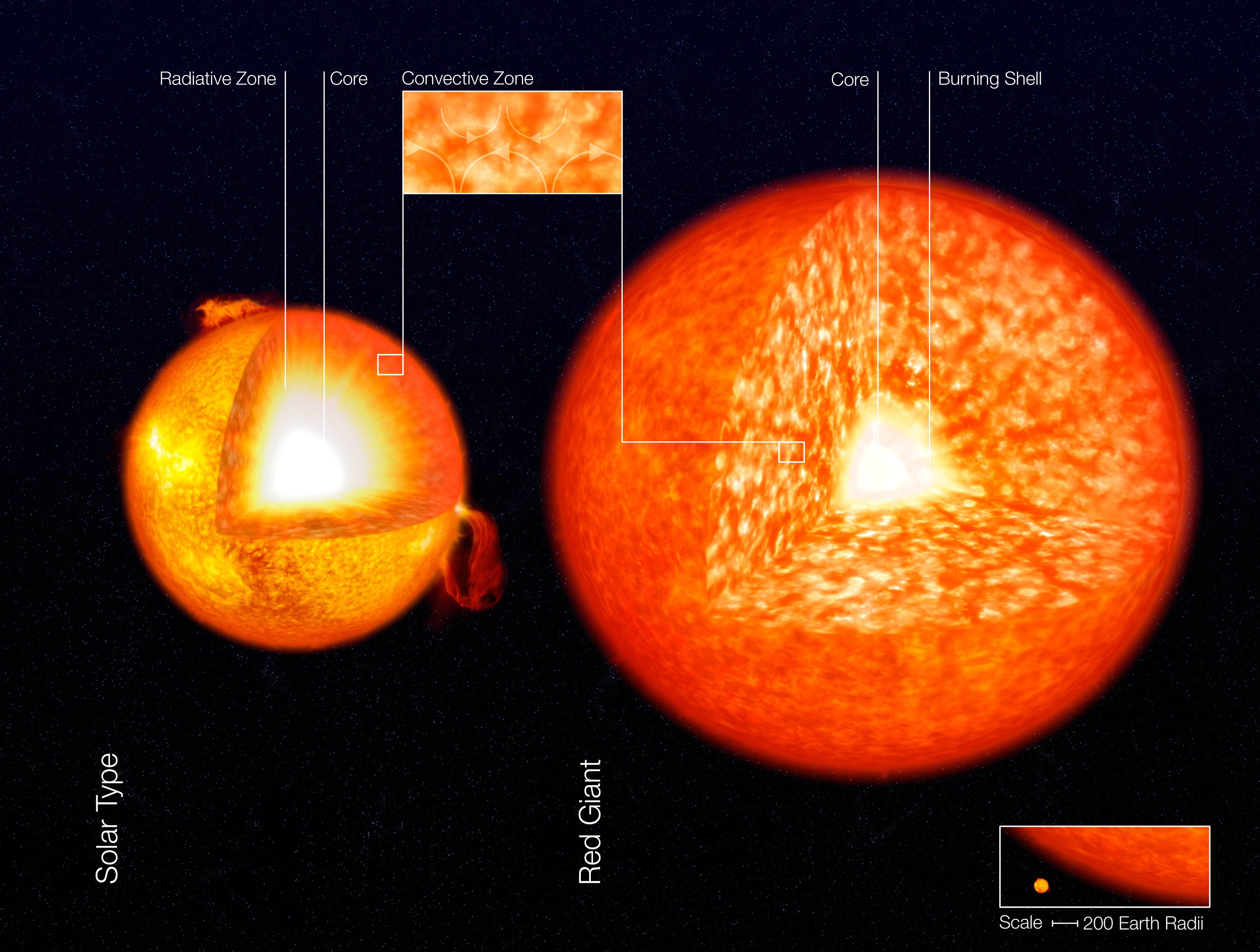
البنية الداخلية لنجم مثل الشمس ومقارنتها ببنية عملاق أحمر.

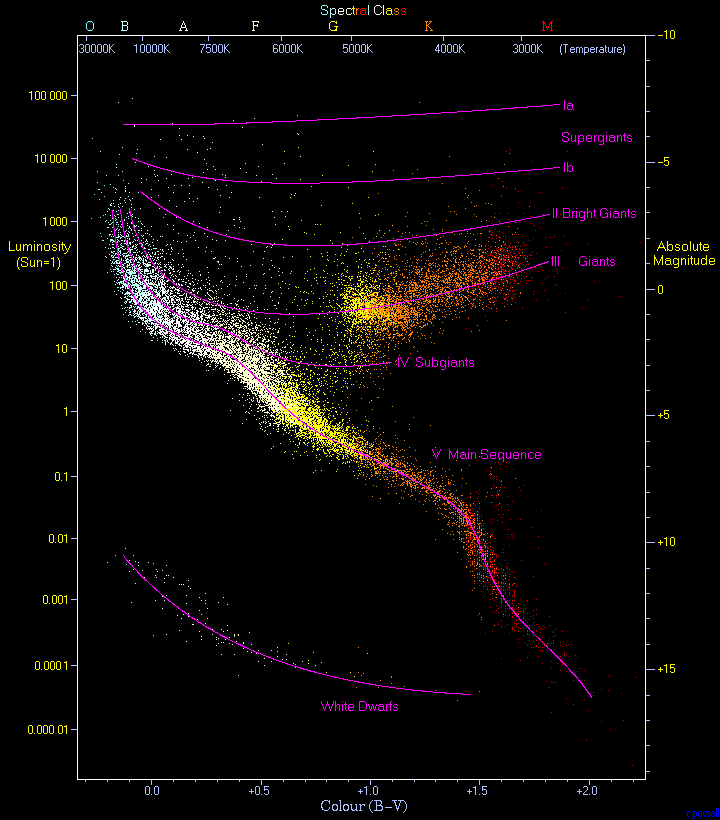
مخطط هرتزشبرونج-راسل وهو يشمل بيانات نحو 22.000 نجم. النسق الطويل المائل يمثل معظم النجوم ويسمى النسق الأساسي يبدأ من اليسار أعلى بنجوم ساخنة لامعة، وينتهي أسفل اليمين بنجوم باردة (نسبيا) منخفضة الضياء. أسفل منها نسق الأقزام البيضاء. كما توجد أعلى النسق الأساسي «العمالقة الصغار» و «العمالقة» و «العمالقة الفائقين». توجد الشمس في وسط النسق الأساسي ويمثل ضياؤها هنا 1 (قدرها المطلق 8و4) ودرجة حرارة سطحها 5780 كلفن ووتصنيف طيفها G2V.
المحور الرأسي يعطي شدة الضياء والمحور الأفقي العلوي يعطي درجة الحرارة وكذلك تصنيف الطيف.

يتطور نجم إلى نجم عملاق بعدما يستهلك كل الهيدروجين الموجود في قلبه.
. ولكن لا يكبر نجم حتى يصبح عملاقا إلا إذا زادت كتلته عن 0.25 كتلة شمسية. تلك النجوم الصغيرة التي تبلغ كتلتها أقل من ربع كتلة شمسة تمضي معظم عمرها بتفاعل الهيدروجين في قلبها وتحوله إلى الهيليوم (سلسلة تفاعل بروتون-بروتون). ويتم انتقال الحرارة داخلها عن طريق الحمل الحراري، أي يستمر تبادل الحرارة بين قلب النجم والسطح وقد يستغرق تفاعل الهيدروجين فيه وتوليد الطاقة نحوا من 1012 سنة (أي أطول من عمر الكون الذي يقدر بنحو 13.78 مليار سنة). وعندما يقل الهيدروجين في قلبه يبدأ الهيدروجين في الغلاف يتفاعل منتجا طاقة.(إذا كانت كتلة النجم أكبر من 0.16 كتلة شمسية يتمدد الغلاف ولكنه لا يكبر بحيث يصبح عملاقا). وبعد زمن طويل يتزايد نقصان الهيدروجين في النجم بتحوله إلى الهيليوم، ويتجمع الهيليوم في قلب النجم ويصبح قزما أبيضا.
وإذا كانت كتلة النجم أكبر من 0.25 كتلة شمسية فهو يتقلص بمجرد استهلاكه لما في قلبه من الهيدروجين بالاندماج النووي. يتجمع الهيليوم المتكون في قلبه، ويتفاعل الهيدروجين في الغلاف فيتمدد الغلاف وتنخفض درجة حرارته. أثناء تلك المرحلة يشغل النجم فرع «العمالقة الصغار» في تصنيف هرتزشبرونج-راسل. هذا الفرع يحوي نجوما ذات ضياء مستقرة بينما تقل درجة حرارة سطحها.
و يتحول مثل هذا النجم وينتقل في تصنيف هرتزشبرونج-راسل فيصبح عملاقا أحمرا. في تلك المرحلة يتمدد غلاف النجم ويزداد نصف قطره مع ثبات ضياؤه. ويتقلص خلال ذلك قلب النجم الثقيل (حيث يتجمع فيه الهيليوم) وترتفع حرارته بسبب الانكماش بفعل الجاذبية.
بالنسبة إلى نجم من نجوم الفرع الأساسي لتصنيف هرتزشبرونج راسل والذي تقل كتلته عن 0.5 كتلة شمسية، لا تصل درجة حرارة قلبه إلى الحد الذي يبدأ فيه اندماج الهيليوم. فيتطور هذا النجم إلى عملاق أحمر «يحرق» الهيدروجين، وينتهي في النهاية كقزم أبيض ذو قلب من الهيليوم.§ 4.1, 6.1. ويختلف الحال إذا وصلت درجة حرارة القلب بسبب انكماشها إلى 108 كلفن، عندئذ يبدأ الهيليوم في الالتحام حيث ينتج عن تفاعل ألفا الثلاثي عناصر أكثر ثقلا مثل الكربون والأكسجين في قلب النجم.,§ 5.9, Kapitel 6.
تعمل الطاقة الناتجة من الالتحام النووي للهيليوم على تمدد قلب النجم. ويقل الضغط في الغلاف الذي لا يزال فيه الهيدروجين يتفاعل، ولكن إنتاجه للطاقة يكون أقل. فيقل ضياء النجم، ويتقلص الغلاف، ويغادر النجم فرع العملاق العظيم.
يعتمد التطور التالي لتلك المرحلة على كتلة النجم. فإذا كان كبير الكتلة فهو يتطور بحسب أحد الفروع الأفقية لتصنيف هرتزشبرونج-راسل.
., Kapitel 6.
فإذا كانت كتلة النجم أكبر من 8 كتلة شمسية فإنه سيستهلك بعد بعض من الوقت الهيليوم في قلبه عند درجة حرارة تفوق بكثير درجة حرارة باطن الشمس (التي تبلغ نحو 14 مليون درجة مئوية)، ويبدأ التحام الهيليوم في الغلاف حول القلب. لذلك تشتد شدة ضياء النجم ويتطور إلى AGB Star طبقا لفرع العمالقة في تصنيف هرتزشبرونج-راسل. يفقد النجم غلافه بسبب الحرارة العالية، ويتقلص القلب المكون من الكربون والأكسجين إلى قزم أبيض., § 7.1–7.4.
بالنسبة إلى نجوم النسق الأساسي التي تكون كتلتها أكبر من 8 كتلة شمسية، فهي تصل إلى مرحلة يندمج فيها الكربون , p. 189, وهنا يمكن للنجم أن يتطور بطرق عديدة. لا يزداد ضياء تلك النجوم كثيرا بعد مغادرتها فرع النسق الأساسي ولكنها ستبدو مائلة إلى الاحمرار. إذ يمكنها أن تتحول إلى عملاق عظيم فائق أحمر أو إلى عملاق عظيم فائق أزرق., S. 33–35;   في كلتا الحالتين يمكن أن يتطور كل منهما إلى قزم أبيض حيث يتكون قلبه من الأكسجين والنيون. كما يمكن أن يتطور أي منهما إلى مستعر أعظم، نوع 2 ينتج عنه في النهاية نجم نيوتروني أو ثقب أسود., § 7.4.4–7.8.

## أمثلة

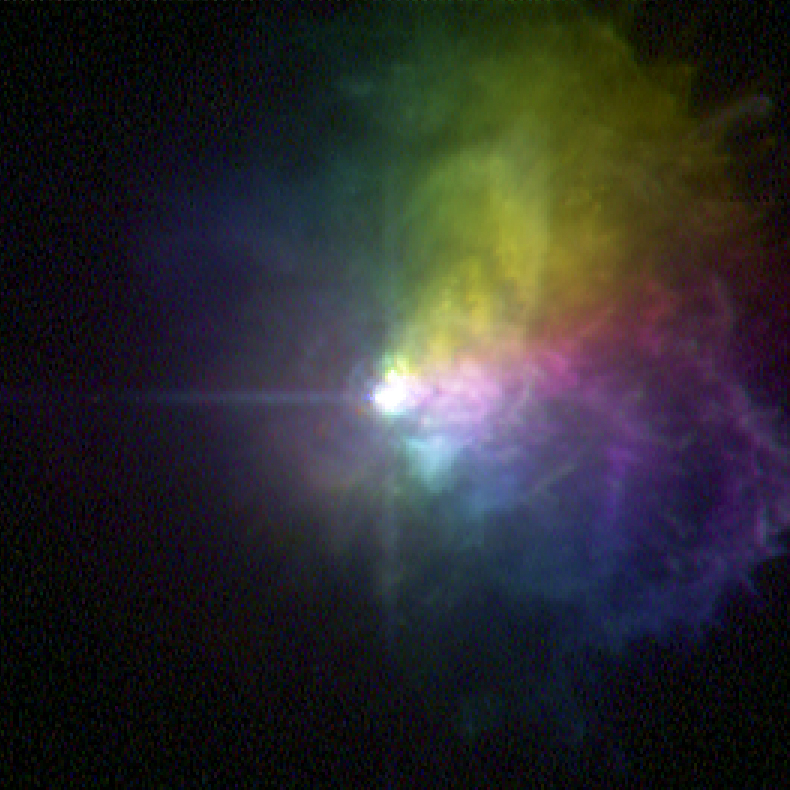
في واي الكلب الأكبر كما صوره تلسكوب هابل الفضائي وهو يتفجر ملقيا جزء من كتلته في الفضاء.

أمثلة على النجوم العملاقة ذات ضياء مختلف الألوان:
- ألسيوني (نجم) لونه أزرق-أبيض من فئة B العمالقة، [11] وهو أشد نجوم الثريا (عنقود نجمي) لمعانا.[12]
- الثعبان (نجم) وهو نجم أبيض من فئة العمالقة A ويووجد في كوكبة التنين،[13]
- «النجم القطبي الجنوبي» وهو أبيض من نوع F العمالقة، وهو النجم القطبي الجنوبي المناظر للنجم القطبي الشمالي.[14]
- العيوق (نجم) أصفر-أبيض من فئة G العمالقة، وهو أسطع نجوم كوكبة ممسك الأعنة،[15]
- رأس التوأم المؤخر لونه برتقالي من فئة K العملاقة، من كوكبة التوأمان.[16]
- ميرا (نجم) أحمر من فئة M العمالقة في كوكبة قيطس،[17]
- النجم VFTS 102  وهو أسرع نجم وجد حتى الآن يدور حول نفسه، وهو نجم عملاق في سحابة ماجلان الكبرى.[18][19][20]